# جون فيرغسون (سياسي بريطاني)
جون فيرغسون (بالإنجليزية: John Ferguson)‏ هو سياسي بريطاني، ولد في 1911. في الانتخابات البرلمانية في أيرلندا الشمالية 1973 ‏، انتخب عضو برلمان أيرلندا الشمالية 1973-1974 وقد انضم خلال فترته النيابية ‏ للكتلة البرلمانية حزب التحالف لأيرلندا الشمالية ‏.